# Харіни
Ха́ріни (рос. Харины) — присілок у складі Афанасьєвського району Кіровської області, Росія. Входить до складу Ічетовкінського сільського поселення.
Населення становить 63 особи (2010, 90 у 2002).
Національний склад станом на 2002 рік — росіяни 98 %.